# M (ミュージシャン)
M（エム）は、イギリスのミュージシャン、ロビン・スコットによる音楽ユニット。

## 概要・来歴
楽曲「ポップ・ミューヂック (Pop Muzik)」のヒットで知られる。また、ヒットはしなかったが、「金は天下のまわりもの (That's the Way the Money Goes)」は「金がすべての世の中」の風潮を皮肉った楽曲である。
スコットは、パリでレコードのジャケットを制作していた頃、注目を集める変名が必要だと考えていた。「窓の外を見ていたら、パリの地下鉄のいたるところで見かける大きな『M』の文字が目に入り、『完璧だ。これだ。多くの人がこの文字の意味を汲み取ってくれれば、なおさら良い』と思った」。
1979年にデビュー。同年5月に「ポップ・ミューヂック」がイギリスでヒット（最高2位）。11月にはアメリカで1位を記録。1970年代末に誕生したテクノポップの楽曲としては初めての大々的なヒット曲となった。以降、3枚のアルバムを発表したが、他にヒットはなく、一発屋として認識されている。
2023年、M名義の曲としては41年ぶりとなる「Break the Silence」を発表。2025年には、M/Robin Scott名義でアルバム『The FAQs of Life』をリリース。
マーク・キング、ウォーリー・バダルー、フィル・グールド、マーク・オーチン、ブリジット・ノヴィックといったレベル42などのメンバーが一時期、Mに在籍していた。

## その他
「ポップ・ミューヂック」について、U2のポップマート・ツアーのオープニングでリミックスが使用されたほか、2006から2007年にJTの企業CMソングとして使用されていた。また、ヒューイ・ルイス&ザ・ニュースの楽曲「アイ・ウォント・ア・ニュー・ドラッグ」（『スポーツ』収録）がこの曲の盗作であるとしてロビン・スコットから訴訟を起こされたことがある。なお、同曲はレイ・パーカーJr.により「ゴーストバスターズ」という形で盗用されヒューイ・ルイスから訴訟を起こされているが、スコットはこちらの曲に対しても訴訟を起こしている。
スコットは、1981年の坂本龍一のアルバム『左うでの夢』に共同プロデューサーとして参加。翌1982年には、このアルバム収録曲を基にスコット主導で制作された12インチ・シングル『アレンジメント』を発表している（坂本龍一＆ロビン・スコット名義）。また、Mのサードアルバム『フェイマス・ラスト・ワーズ』には高橋幸宏がドラムで参加。このアルバムには「Yellow Magic」というタイトルの曲が収録されている。

## ディスコグラフィ

### スタジオ・アルバム
- 『ニューヨーク-ロンドン-パリ-ミュンヘン』 - New York–London–Paris–Munich (1979年)
- 『ザ・オフィシャル・シークレッツ・アクト』 - The Official Secrets Act (1980年)
- 『フェイマス・ラスト・ワーズ』 - Famous Last Words (1982年)
- 『ジャイヴ・シキシャ!』 - Jive Shikisha! (1998年) ※ロビン・スコット&シキシャ名義。1984年録音
- The FAQs of Life (2025年) ※M/Robin Scott名義

### コンピレーション・アルバム
- The History Of Pop Muzik (1993年、Zafiro)
- Pop Muzik – The Very Best of M (1996年、Music Collection International)
- Pop Muzik (1997年、Collectables)
- 『ポップ・ミューヂック〜ベスト・オブ・M』 - 'M' The History – Pop Muzik The 25th Anniversary (2004年、Union Square Music)
- Pop Muzik – 30th Anniversary Remixes (2009年、Echo Beach) ※「Pop Muzik」のリミックス13曲を収録

### シングル
- "Moderne Man" (1978年)
- 「ポップ・ミューヂック」 - "Pop Muzik" (1979年)
- 「ムーンライト&ミューザック」 - "Moonlight and Muzak" (1979年)
- 「金は天下のまわりもの」 - "That's the Way the Money Goes" (1980年)
- 「オフィシャル・シークレッツ」 - "Official Secrets" (1980年)
- "Keep It to Yourself" (1981年)
- "Danube" (1982年)